# Evangelical Lutheran Church in America

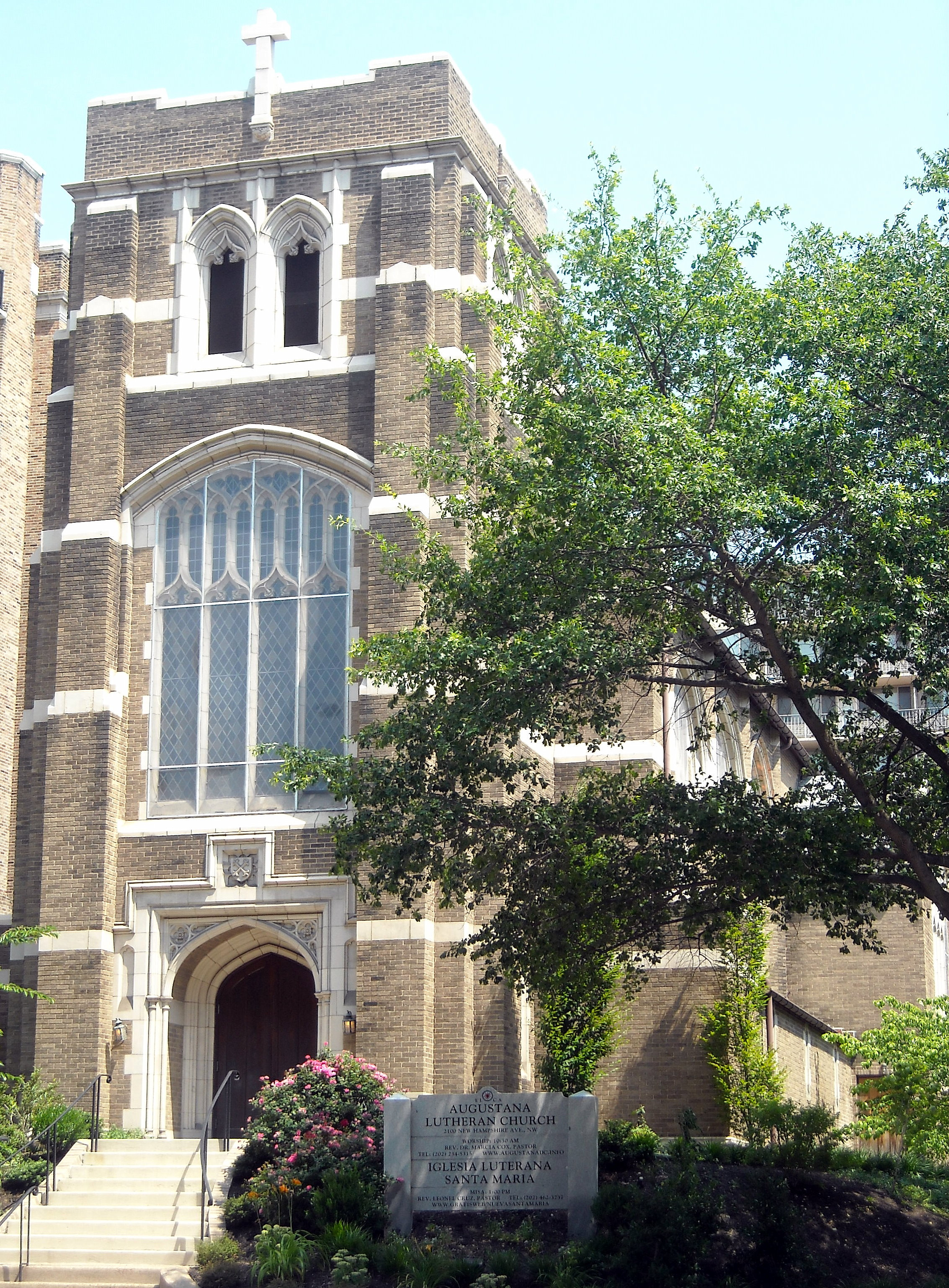
Die Lutherische Augustana-Kirche in Washington, D.C.

Die Evangelical Lutheran Church in America (deutsch Evangelisch-Lutherische Kirche in Amerika, ELCA) ist eine evangelische Kirche in den Vereinigten Staaten. Der Verwaltungssitz der ELCA befindet sich in Chicago. Die ELCA gilt als die liberalste unter den lutherischen Kirchen in den USA.

## Herkunft und Größe
Entstanden ist die Evangelical Lutheran Church in America im Jahre 1988 durch die Fusion dreier Kirchen: der 1930 gegründeten Lutheran Church in America, der 1960 gegründeten American Lutheran Church und der erst 1976 gegründeten Association of Evangelical Lutheran Churches. Die Regionalsynoden der Vorgängerkirchen in Kanada hatten sich schon 1986 zur Evangelical Lutheran Church in Canada zusammengeschlossen.
Die ELCA hat ungefähr 2,9 Millionen Mitglieder (Stand 2022) und ist damit die größte der lutherischen Kirchen in den USA. Zur Kirche gehören Tochterkirchen in der Karibik (Bahamas, Bermuda, Puerto Rico und die Amerikanische Jungferninseln).
Die ELCA ist nach römisch-katholischer Kirche, Southern Baptists, United Methodists und Mormonen – bei letzteren ist allerdings umstritten, ob es sich um Christen handelt – eine der größten christlichen Kirchen in den Vereinigten Staaten und ist, gefolgt von der Lutherischen Kirche – Missouri-Synod (ca. 1,8 Mio. Mitglieder) und der Evangelisch-Lutherischen Wisconsin-Synode (ca. 340.000 Mitglieder), die mitgliederstärkste lutherische Kirche. Daneben gibt es weitere kleinere lutherische Kirchen in den USA.

## Struktur und Organisation
Die Evangelical Lutheran Church in America hat einen hauptamtlichen Leitenden Bischof (Presiding Bishop), der von einer Gesamtsynode für einen Zeitraum von sechs Jahren gewählt wird. Die Gesamtsynode (Churchwide Assembly) trifft sich in allen ungeraden Jahren und besteht aus Laien und Ordinierten, die von den Regionalsynoden gewählt werden. Zwischen den Treffen der Gesamtsynode wird die Kirche vom Rat der Gesamtkirche (ELCA Church Council) geleitet. Die derzeitige Leitende Bischöfin  Elizabeth A. Eaton wurde 2013 gewählt.
Die ELCA beschreibt drei Ebenen als konstitutiv für ihr strukturelles Selbstverständnis:
- Gesamtkirche (churchwide)
- Regionalsynoden
- Ortsgemeinden

Die Kirche ist unterteilt in 64 Regionalsynoden oder Diözesen in den USA und in der Karibik sowie eine gebietsunabhängige Synode (die Slowakische Zion-Synode). Alle Synoden werden jeweils von einem Synodalbischof und einem Synodalrat (Synod Council) geleitet. Die ELCA benutzt dabei den Begriff „Synode“ in einer anderen Form als die Lutheran Church – Missouri Synod oder die Evangelische Lutherische Wisconsin Synode.
Auf der Ebene der Gesamtkirche existieren zahlreiche Organisationen mit unterschiedlichen Zielsetzungen. Dazu zählen Abteilungen für Weltmission, Ausbildung und anderes. Insgesamt sind 28 Colleges und Universitäten der USA mit der ELCA verbunden.
Die 8640 Ortsgemeinden (Stand: 2022) sind rechtlich unabhängige gemeinnützige Körperschaften. Sie finanzieren im Wesentlichen die Regionalsynode und die Gesamtkirche. Zu den Ortsgemeinden gehört die Gemeinde der Zion Church of the City of Baltimore, die seit 1755 ohne Unterbrechung in den USA Gottesdienste am selben Ort in deutscher Sprache abhält.
In der ELCA werden Männer und Frauen ordiniert. Die Segnung gleichgeschlechtlicher Paare ist in der ELCA seit 2009 erlaubt.

## ELCA und NALC
Auf der letzten Vollversammlung im Jahre 2009 ist das Pfarramt in der ELCA auch für schwule und lesbische Geistliche geöffnet worden, die in einer verlässlichen, lebenslangen und öffentlich anerkannten Partnerschaft leben. Dieser Beschluss löste in konservativen Kreisen Proteste aus. Eine Reihe von Gemeinden verließen die Evangelisch-Lutherische Kirche in Amerika ELCA; Delegierte aus 18 von ihnen gründeten am 26./27. August 2010 in Grove City (Ohio) die Nordamerikanische Lutherische Kirche (North American Lutheran Church NALC).
Manche Gemeindemitglieder der Evangelisch-Lutherischen Kirche in Amerika traten auch zu Gemeinden der Missouri-Synode über. Zur NALC gehören nach eigenen Angaben über 100.000 Lutheraner in über 300 Kirchgemeinden in Nordamerika. Die NALC mit Sitz in Hilliard (Ohio) sieht sich selber als Teil der lutherischen Hauptbewegung (Mainstream). Ihre Theologie ist Christus-zentriert, missionarisch, traditionalistisch und kongregationalistisch. Erster Bischof ist John F. Bradosky.

## Leitender Bischof
- Herbert W. Chilstrom (1931–2020), im Amt 1988–1995
- H. George Anderson (* 10. März 1932), im Amt 1995–2001
- Mark S. Hanson (2001–2013)
- Elizabeth A. Eaton (ab 1. November 2013)[3]

## Ökumenische Beziehungen
Die Evangelical Lutheran Church in America ist ein Mitglied im National Council of Churches in den USA, im Lutherischen Weltbund und im Ökumenischen Rat der Kirchen. Sie ist ein „Partner in Mission und Dialog“ mit Churches Uniting in Christ, einem Zusammenschluss protestantischer Kirchen in den USA.
Die Kirche hat volle Abendmahlsgemeinschaft mit den Mitgliedskirchen des Lutherischen Weltbundes. Ferner hat sie seit 1997 über die Formula of Agreement Kirchengemeinschaft mit der Presbyterianischen Kirche (USA), mit der Reformierten Kirche in Amerika und mit der United Church of Christ; seit 1999 mit der Moravian Church sowie über das Dokument Called to Common Mission mit der Episcopal Church in the USA und seit 2009 über  das Dokument Confessing our Faith Together mit der Vereinigten Methodistenkirche. Sie ist der Evangelischen Kirche in Deutschland durch einen Vertrag als Partnerkirche verbunden.
Mit der römisch-katholischen Kirche wurde eine gemeinsame Erklärung verabschiedet.